# Morastugan, Länna

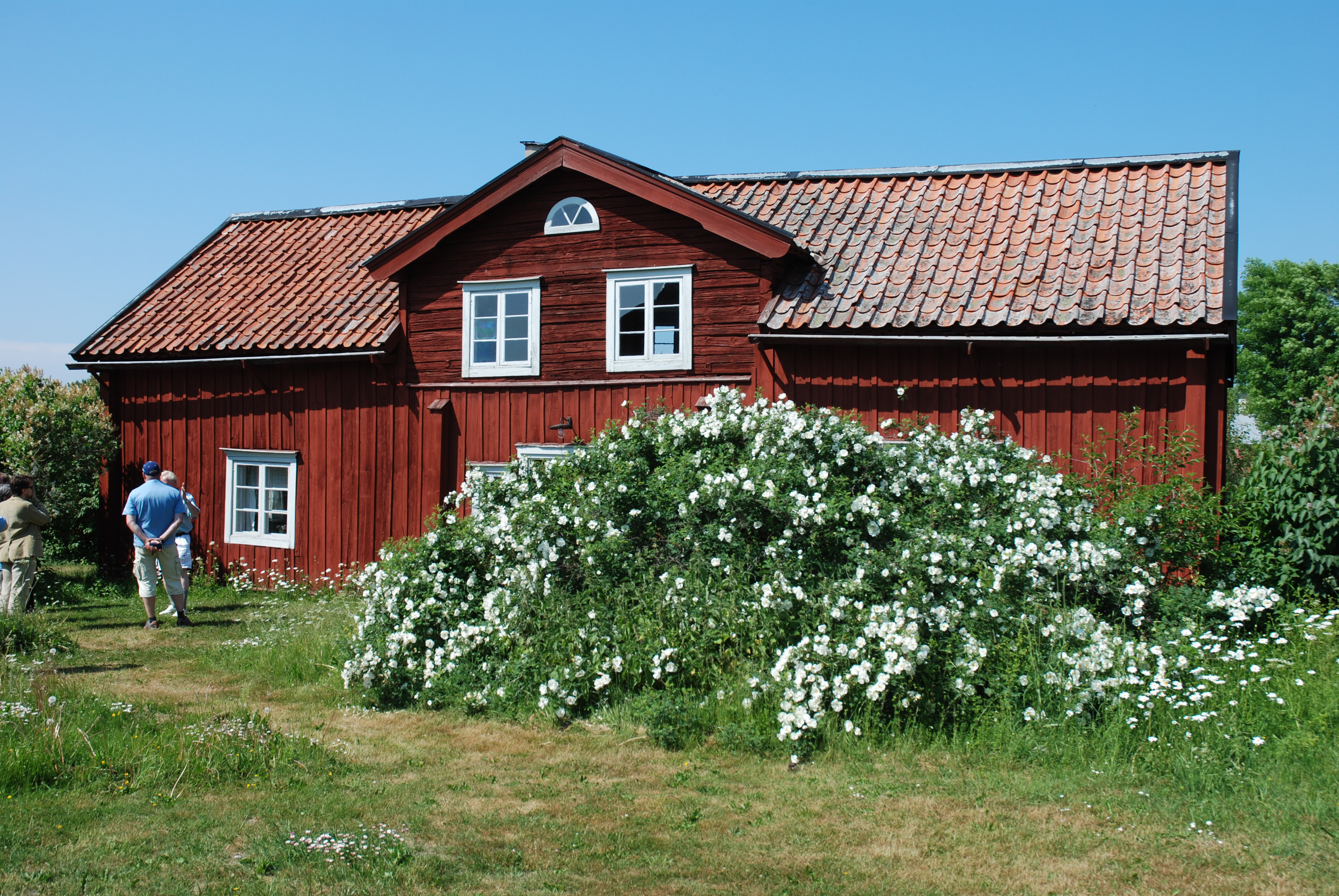
Morastugan

Morastugan är en parstuga från 1800-talet. Den ligger på fastigheten Mora 2:2 i Bergshamra, Länna socken, Norrtälje kommun. Det är en timrad parstuga med faluröd lockribbpanel och vita knut-, dörr, och fönsterfoder. Stugan har åstak täckt med enkupigt taktegel. 
Byggnaden uppfördes av kyrkvärd Per Jansson och Kjerstin Jansdotter omkring 1815-17, efter storskiftet i Mora by. I byggnadens anderstuga finns dalmålningar som bland annat föreställer Napoleon I och hans kejsarinna Joséphine. Vem som målat dem är okänt men det kan vara någon av dalkarlarna Björn Anders Hansson eller Daniel Andersson. Målningarna är de enda av sitt slag i Stockholms län.
1834 såldes gården till Eric Ersson. 1845 övertogs gården av Jonas Henrik Gistren, som Ersson var skyldig stora summor pengar. Gistren arrenderade ut gården till Jan Ersson och Eric Olsson. Den senare köpte gården 1849. 1860 köptes Morastugan av Anders Ersson. Han installerade byns första järnspis i stugan. 1920 övergavs stugan och på gården byggdes ett nytt större boningshus. Morastugan blev då drängstuga och senare snickarbod. 
Morastugan byggnadsminnesförklarades 1980. Det går att hyra stugan för föreningsmöten.

## Galleri

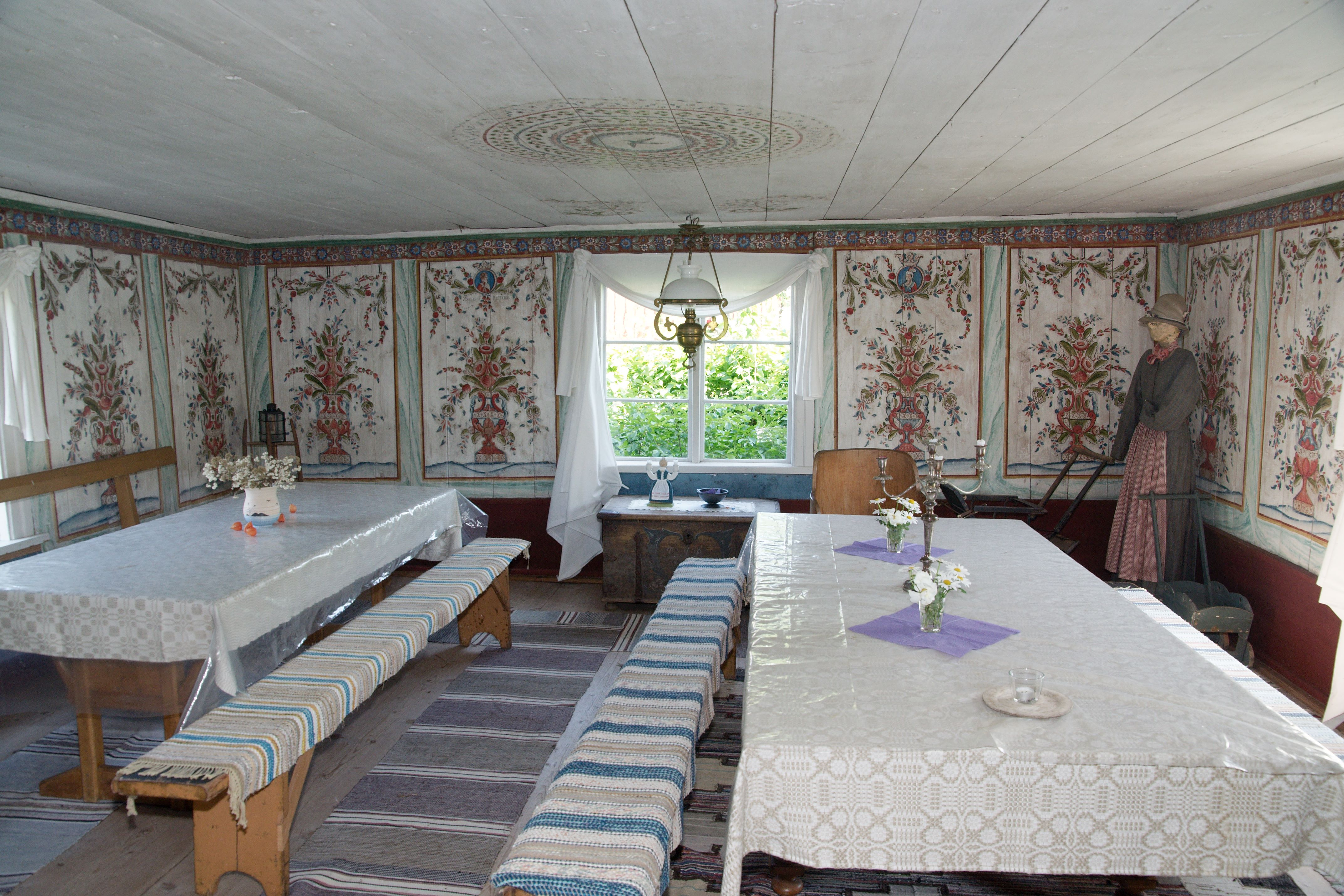
Rummet med väggmålningarna
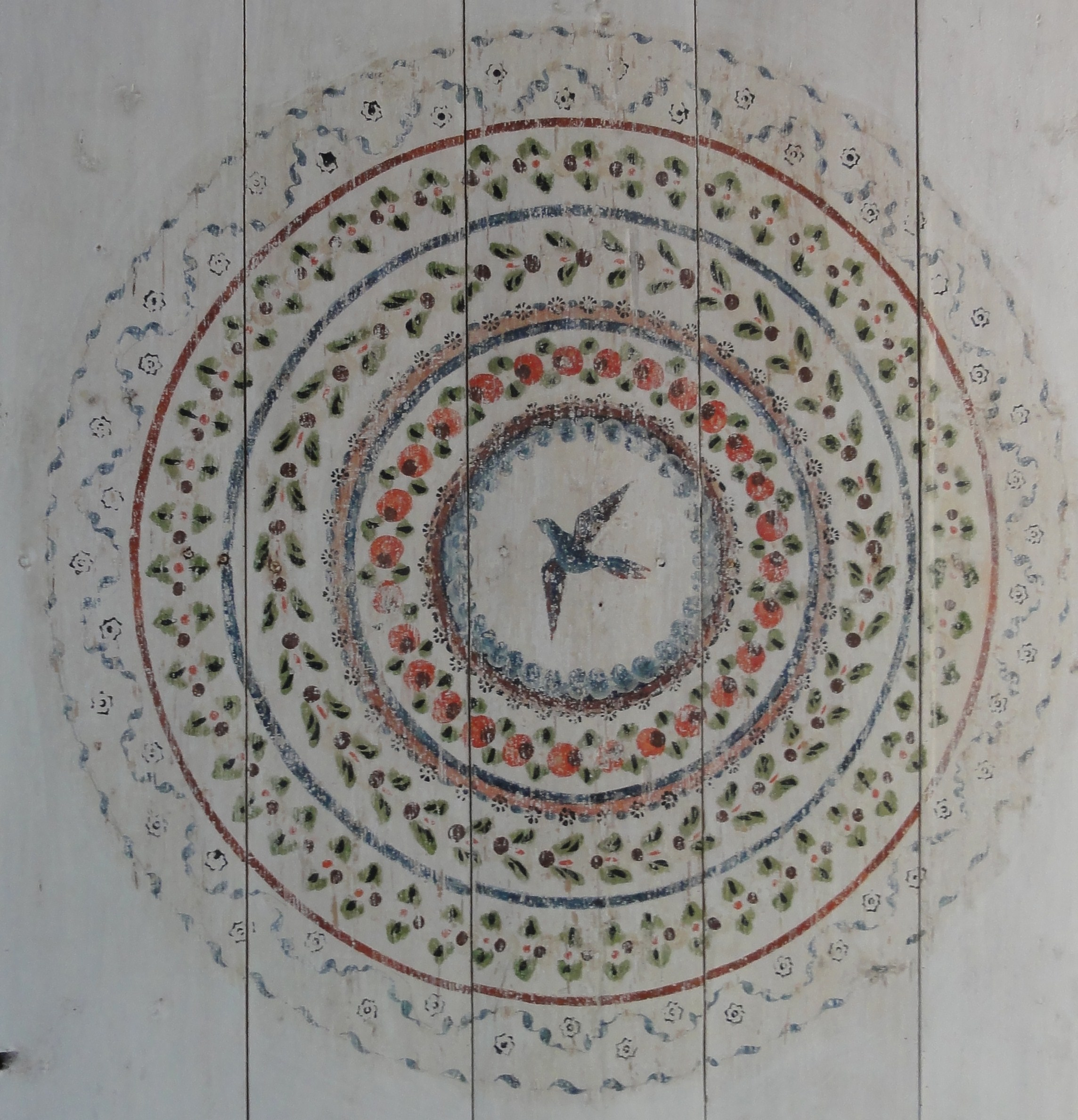
Takmålningen
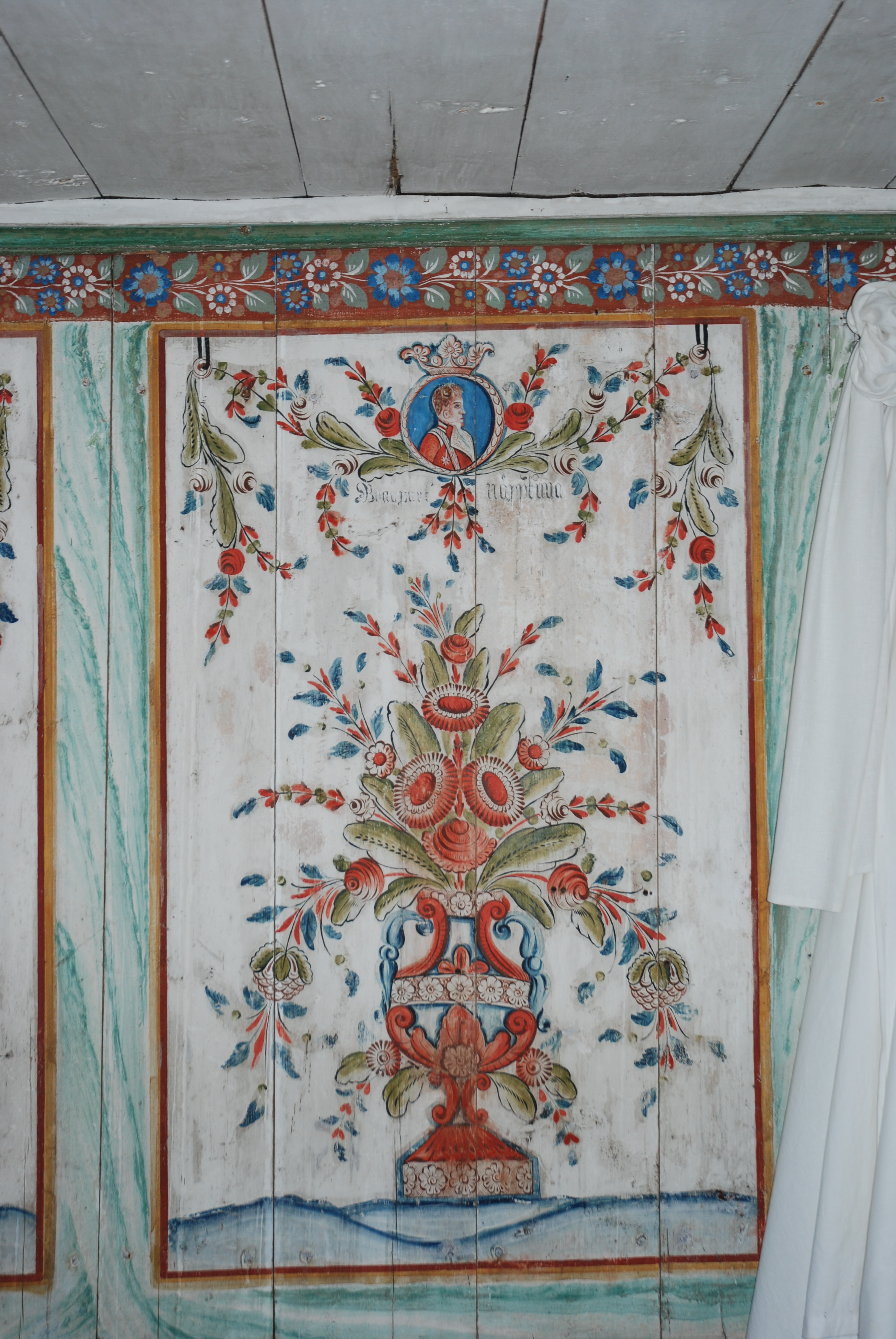
Napoleon
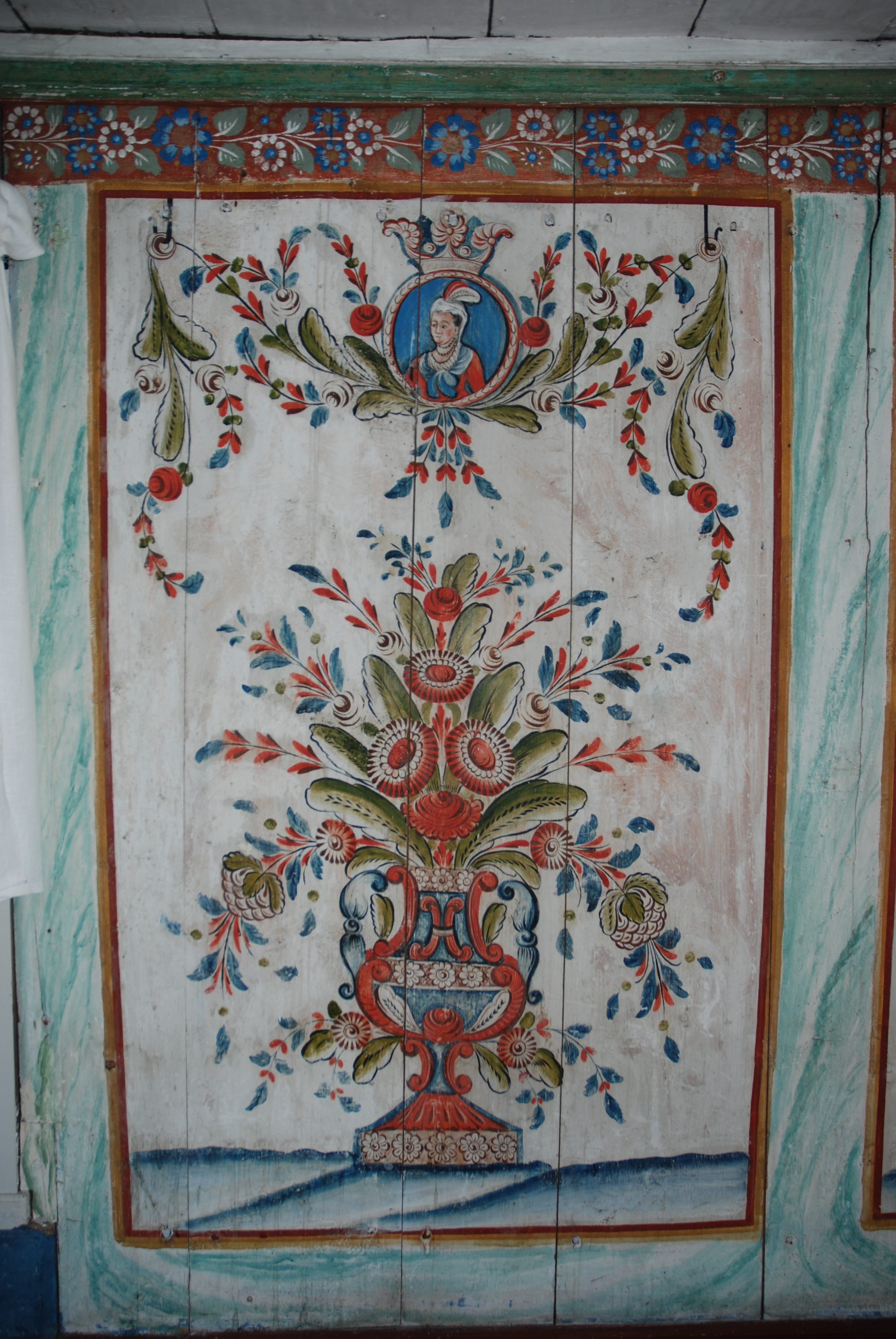
Josephine
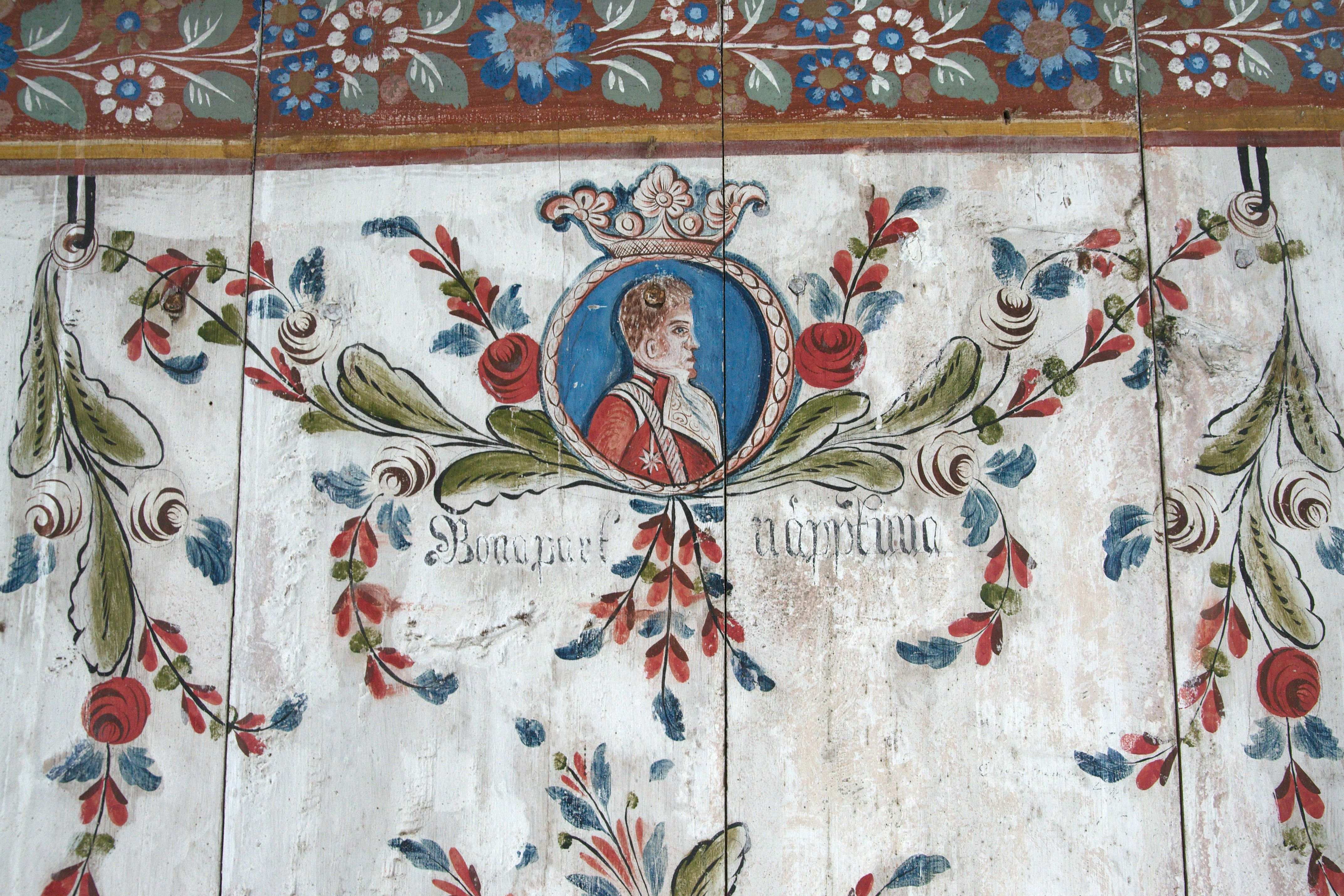
Napoleon, närbild
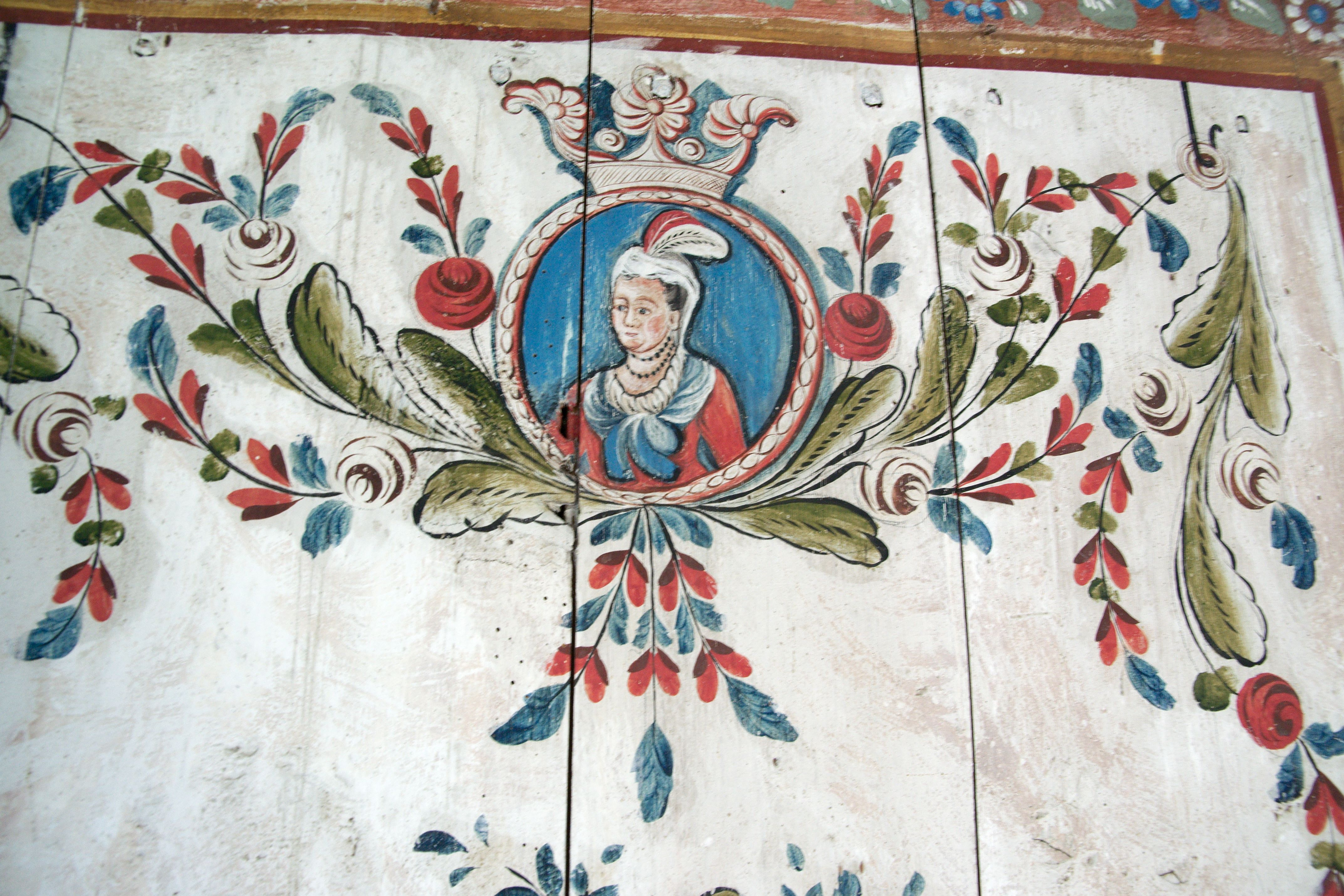
Josephine, närbild